# Florești, Moldavien
Floreşti (ryska: Флорешты) är en distriktshuvudort i Moldavien. Den ligger i distriktet Floreşti, i den norra delen av landet. Floreşti ligger 120 meter över havet och antalet invånare är 16 759.
Terrängen runt Floreşti är platt. Trakten runt Floreşti består till största delen av jordbruksmark.

## Sport
- FC Florești (fotbollsklubb);